# Teoria de representació d'SL2(R)
En matemàtiques, els principals resultats sobre representacions unitàries irreductibles del grup de Lie SL(2,R) es deuen a Gelfand i Naimark (1946), V. Bargmann (1947) i Harish-Chandra (1952).

## Estructura de l'àlgebra de Lie complexada
Escollim una base H, X, Y per a la complexificació de l'àlgebra de Lie de SL(2, R ) de manera que iH generi l'àlgebra de Lie d'un subgrup compacte de Cartan K (per tant, en particular, les representacions unitàries es divideixen com a suma d'espais propis de H ). ), i { H, X, Y } és un sl2-triple, el que significa que compleixen les relacions
{\displaystyle [H,X]=2X,\quad [H,Y]=-2Y,\quad [X,Y]=H.}
Una manera de fer-ho és la següent:
{\displaystyle H={\begin{pmatrix}0&-i\\i&0\end{pmatrix}}} corresponent al subgrup K de matrius {\displaystyle {\begin{pmatrix}\cos(\theta )&-\sin(\theta )\\\sin(\theta )&\cos(\theta )\end{pmatrix}}}
{\displaystyle X={1 \over 2}{\begin{pmatrix}1&i\\i&-1\end{pmatrix}}}
{\displaystyle Y={1 \over 2}{\begin{pmatrix}1&-i\\-i&-1\end{pmatrix}}}
L'operador Casimir Ω es defineix com a
{\displaystyle \Omega =H^{2}+1+2XY+2YX.}
Genera el centre de l'àlgebra d'embolcall universal de l'àlgebra de Lie complexada de SL(2, R ). L'element Casimir actua sobre qualsevol representació irreductible com a multiplicació per algun escalar complex μ2. Així, en el cas de l'àlgebra de Lie sl 2, el caràcter infinitesimal d'una representació irreductible s'especifica per un nombre complex.
El centre Z del grup SL(2, R) és un grup cíclic {I, − I} d'ordre 2, format per la matriu identitària i el seu negatiu. En qualsevol representació irreductible, el centre actua de manera trivial, o bé pel caràcter no trivial de Z, que representa la matriu -I per multiplicació per -1 en l'espai de representació. En conseqüència, es parla del caràcter central trivial o no trivial.
El caràcter central i el caràcter infinitesimal d'una representació irreductible de qualsevol grup reductor de Lie són invariants importants de la representació. En el cas de representacions irreductibles admissibles de SL(2, R ), resulta que, genèricament, hi ha exactament una representació, fins a un isomorfisme, amb els caràcters centrals i infinitesimals especificats. En casos excepcionals hi ha dues o tres representacions amb els paràmetres prescrits, tots ells determinats.

## Representacions de dimensions finites
Per a cada nombre enter no negatiu n, el grup SL(2, R) té una representació irreductible de la dimensió n + 1, que és única fins a un isomorfisme. Aquesta representació es pot construir en l'espai de polinomis homogenis de grau n en dues variables. El cas n = 0 correspon a la representació trivial. Una representació irreductible de dimensions finites d'un grup de Lie simple no compacte de dimensió superior a 1 no és mai unitària. Així, aquesta construcció només produeix una representació unitària de SL(2, R), la representació trivial.
La teoria de representació de dimensions finites del grup no compacte SL(2, R) és equivalent a la teoria de representació de SU(2), la seva forma compacta, essencialment perquè les seves àlgebres de Lie tenen la mateixa complexitat i estan "connectades simplement algebraicament". (Més precisament, el grup SU(2) està simplement connectat i, encara que SL(2, R) no ho és, no té extensions centrals algebraiques no trivials. ) Tanmateix, en el cas general de dimensions infinites, no hi ha una correspondència estreta entre les representacions d'un grup i les representacions de la seva àlgebra de Lie. De fet, del teorema de Peter–Weyl es desprèn que totes les representacions irreductibles del grup compacte de Lie SU(2) són de dimensions finites i unitàries. La situació amb SL(2, R ) és completament diferent: posseeix representacions irreductibles de dimensions infinites, algunes de les quals són unitàries i altres no.

## Principals representacions de sèries
Una tècnica important per construir representacions d'un grup de Lie reductor és el mètode d'inducció parabòlica. En el cas del grup SL(2, R), fins a la conjugació només hi ha un subgrup parabòlic propi, el subgrup Borel de les matrius triangulars superiors del determinant 1. El paràmetre inductor d'una representació de sèrie principal induïda és un caràcter (possiblement no unitari) del grup multiplicatiu de nombres reals, que s'especifica escollint ε = ± 1 i un nombre complex μ. La representació de la sèrie principal corresponent es denota Iε,μ. Resulta que ε és el caràcter central de la representació induïda i el nombre complex μ es pot identificar amb el caràcter infinitesimal mitjançant l'isomorfisme Harish-Chandra.
La representació de sèrie principal Iε,μ (o més precisament el seu mòdul Harish-Chandra de K-elements finits) admet una base que consisteix en elements wj, on l'índex j passa pels nombres enters parells si ε=1 i els enters senars si ε=-1. L'acció de X, Y i H ve donada per les fórmules
{\displaystyle H(w_{j})=jw_{j}}
{\displaystyle X(w_{j})={\mu +j+1 \over 2}w_{j+2}}
{\displaystyle Y(w_{j})={\mu -j+1 \over 2}w_{j-2}}